# Pelecopsis bucephala
Pelecopsis bucephala là một loài nhện trong họ Linyphiidae.
Loài này thuộc chi Pelecopsis. Pelecopsis bucephala được Octavius Pickard-Cambridge miêu tả năm 1875.